# McCloud (Califórnia)
McCloud é uma Região censo-designada localizada no estado americano da Califórnia, no Condado de Siskiyou.

## Demografia
Segundo o censo americano de 2000, a sua população era de 1343 habitantes.

## Geografia
De acordo com o United States Census Bureau tem uma área de 6,4 km², dos quais 6,3 km² cobertos por terra e 0,1 km² cobertos por água. McCloud localiza-se a aproximadamente 1140 m acima do nível do mar.

## Localidades na vizinhança
O diagrama seguinte representa as localidades num raio de 40 km ao redor de McCloud.